# Середнее (Двиницкое сельское поселение)
Середнее — деревня в Сокольском районе Вологодской области.
Входит в состав Двиницкого сельского поселения, с точки зрения административно-территориального деления — в Двиницкий сельсовет.
Расстояние по автодороге до районного центра Сокола — 53 км, до центра муниципального образования Чекшина — 15 км. Ближайшие населённые пункты — Карцево, Косиково, Заречье.
По переписи 2002 года население — 7 человек.